# Пориоль, Фернан
Фернан Пориоль Дюваль (родился 13 сентября 1913 года в Маллермонт (Буш-дю-Рон), † 12 августа 1944 г. в Fresnes) — французский писатель, член Красной капеллы. Оперативный псевдоним Дюваль.

## Биография
Фернан Пориоль вырос в крестьянской семье в нижней долине Дюранс. Обучался в мореходном училище в Марселе, где он учился на радиста для торгового флота.
Он был членом Народное Международного Красного креста. Работник аппарата Французской компартии (связник с Центром), взял себе псевдоним Дюваль. Тесно сотрудничал с Жаком Дюкло.
В 1942 году он установил радиосвязь с советским посольством в Лондоне. Он также установил радио связь в Париже с членами Красной капеллы. После арестов в Брюсселе, он был впоследствии в основном связан с Леопольдом Треппером, особенно в период, когда работало его радио. 13 август 1943 был арестован в гестапо, после жестоких пыток 19-й Января 1944 года он был приговорен к смертной казни, приговор приведен в исполнение и в августе 1944 г. в тюрьме Френ под Парижем в своей камере он был расстрелян.